# Martine Étienne
Pour les articles homonymes, voir Étienne.
Martine Étienne, née le 22 juin 1956 à Mont-Saint-Martin (Meurthe-et-Moselle), est une femme politique française.
Factrice de métier, elle est élue conseillère municipale de Longwy en 1995 et députée LFI dans la troisième circonscription de Meurthe-et-Moselle lors des élections législatives de 2022, puis est battue par le candidat RN Frédéric Weber lors des élections législatives anticipées de 2024.

## Biographie

### Parcours professionnel
Née à Mont-Saint-Martin (Meurthe-et-Moselle), Martine Étienne commence son parcours professionnel en tant que factrice aux PTT en 1977 et devient ensuite guichetière.
Elle est dans le même temps syndiquée et déléguée syndicale à la FAPT-CGT,.

### Parcours politique

#### Mandat municipal et différentes candidatures
Martine Étienne grandit dans une famille très politisée, proche du Parti communiste français (PCF), où elle s'engage.
Elle opère une transition entre le syndicalisme actif et la vie politique à partir de 1995, lorsqu'elle devient conseillère municipale de Longwy.
Le 23 juin 2006, au cours de son deuxième mandat en tant que conseillère municipale, Jean-Paul Durieux démissionne de sa fonction de maire de Longwy et Jean-Marc Fournel est élu à sa succession. À la suite de cette élection, Martine Étienne est nommée adjointe au maire, chargée du logement et de l'habitat.
Elle s'engage en parallèle au sein de l’association Attac.
Lors des élections cantonales de 2008, Martine Étienne est candidate divers gauche dans le canton de Longwy. Elle récolte 460 voix, soit 11,34 % des suffrages exprimés.
À l'issue des élections municipales de 2014 et 2020, Martine Étienne est élue 2e Adjointe au maire de Longwy, chargée de l'urbanisme et du logement. Cette élection survient le 7 juillet, lors de la réélection du maire socialiste sortant Jean-Marc Fournel.
Lors des élections régionales de 2021 dans le Grand Est, elle est classée 14e dans la section départementale de la Meurthe-et-Moselle sur la liste de l'Appel inédit, lancée par Aurélie Filippetti. Celle-ci récolte 8.64 % des suffrages exprimés et ne remporte aucun siège régional.

#### Députée de laXVIelégislature
Elle est candidate de La France insoumise et de la NUPES lors des élections législatives de 2022 en Meurthe-et-Moselle, dans la troisième circonscription. Son suppléant est Patrice Zolfo, lui-même candidat LFI titulaire lors des élections législatives de 2017.
Au premier tour, la candidate de la coalition de la gauche est devancée d'une centaine de voix par le député sortant Xavier Paluszkiewicz (LREM), celui-ci obtenant 7 429 des suffrages exprimés (25,16%), et 7 345 pour la candidate NUPES (24,88%).
Au second tour de l'élection, le 19 juin, Martine Étienne est élue députée de la troisième circonscription de Meurthe-et-Moselle avec 13 886 voix. Elle devance le député sortant avec un écart de mille suffrages exprimés,.
Avec Caroline Fiat, vice-présidente de l'Assemblée nationale, elle est la deuxième députée LFI du département.
Son mandat est marqué par un engagement pour instaurer une convention de rétrocession fiscale du Luxembourg vers la France,  sur le modèle entre la France et la Suisse afin qu'une partie des impôts payés au Luxembourg par les 117 000 travailleurs frontaliers français soient rétrocédés à la France. Avec les députées LFI du nord de la Lorraine Charlotte Leduc et Caroline Fiat, Étienne crée notamment un comité d'élus "Pour une compensation fiscale du Luxembourg vers la France" rejoint par 80 élus locaux visant à débuter des négociations entre la France et le Luxembourg sur la question,,.

#### Elections législatives anticipées de 2024
À la suite de la dissolution de l'Assemblée nationale par Emmanuel Macron au soir des élections européennes de juin 2024, Étienne est désignée comme candidate de la nouvelle union de la gauche, le Nouveau Front Populaire (NFP). Son suppléant est de nouveau Patrice Zolfo. Contrairement à 2022, il n'y a pas de candidat de gauche dissident dans la circonscription.
Au premier tour, elle obtient 28,49% des suffrages exprimés derrière le candidat du RN Frédéric Weber qui en obtient 43,46%. Au second tour, elle ne parvient pas à rattraper son écart avec ce dernier et est battue par le candidat RN avec 46,37% des suffrages exprimés contre 53,63% pour Weber. Elle estime que sa défaite est en partie due aux candidats LR Mathieu Servagi et Ensemble pour la République ! Valérie Maurice n'ayant pas appeler à faire barrage républicain contre le RN,.

## Synthèse des résultats électoraux

### Élections législatives
| Année | Parti | Parti       | Circonscription          | 1er tour | 1er tour | 2d tour | 2d tour | Issue  |
| Année | Parti | Parti       | Circonscription          | %        | Rang     | %       | Rang    | Issue  |
| ----- | ----- | ----------- | ------------------------ | -------- | -------- | ------- | ------- | ------ |
| 2022  |       | LFI - NUPES | 3e de Meurthe-et-Moselle | 24,88    | 2e       | 51,94   | 1re     | Élue   |
| 2024  |       | LFI - NFP   | 3e de Meurthe-et-Moselle | 28,49    | 2e       | 46,37   | 2e      | Battue |

### Élections départementales
| Année | Parti | Parti | Canton | 1er tour | 1er tour | Issue  |
| Année | Parti | Parti | Canton | %        | Rang     | Issue  |
| ----- | ----- | ----- | ------ | -------- | -------- | ------ |
| 2008  |       | DVG   | Longwy | 11,34    | 4e       | Battue |

## Détail des mandats et fonctions

### Mandat électif
- Députée de la troisième circonscription de Meurthe-et-Moselle : du 22 juin 2022 au 9 juin 2024[9].

### Fonctions à l'Assemblée Nationale
- Membre de la Commission de la défense nationale et des forces armées : du 30 juin 2022 au 31 mars 2023 ; du 6 avril 2023 au 15 novembre 2023 ; et du 28 novembre 2023 au 9 juin 2024[9].
- Membre de la Commission des affaires économiques : du 16 novembre 2023 au 27 novembre 2023[9].
- Membre de la Commission des affaires sociales : du 1er avril 2023 au 5 avril 2023[9].